# Heinrich Grimm
Heinrich Grimm fou un compositor alemany del Renaixement, deixeble de Jacob Praetorius (el jove). Residí durant molts anys a Braunschweig, on fou cantor de l'església de Santa Caterina. Reemplaçà el pompós estil venecià introduït a Alemanya per Weissensee, pel concert de baix continu, agosarada innovació, en aquella època, i que donaren suport Praetorius i Schütz. Les seves principals composicions són:
- Tyrocinia (col·lecció de cançons, editada a Halle el 1624);
- un llibre de Misses;
- una Passió;
- Prodromus musicae ecclessiasticae (1636);
- Vestibulum horti harmonici sacri;
- Cithara Davidica Luthero-Becceriana in Gymnasio Magdeburgensi (1624).